# 奥斯瓦尔德·卡弗
奥斯瓦尔德·卡弗（英語：Oswald Carver，1887年2月2日—1915年6月7日），英国男子赛艇运动员。他曾代表英国参加1908年夏季奥林匹克运动会赛艇比赛，获得男子八人单桨有舵手铜牌。